# Ferran Jutglà Blanch
Ferran Jutglà Blanch, de renom "Jutgol", (Sant Julià de Vilatorta, 1 de febrer de 1999) és un futbolista català que juga com a davanter al Celta de Vigo. És internacional amb la selecció catalana
Va passar la major part de la seva joventut a l'Espanyol, però no va jugar amb el primer equip i va ser alliberat el 2021; posteriorment va jugar nou partits i va marcar dos gols amb el FC Barcelona. El 2022, va fitxar pel Club Brugge per 5 milions d'euros, i hi va guanyar la Supercopa de Bèlgica al seu primer partit Supercopa belga.

## Trajectòria
Va fer els primers passos al futbol en l'equip de la seva localitat, el Sant Julià de Vilatorta CF i, posteriorment, al Vic Riuprimer. El 2012 va entrar al planter del RCD Espanyol, etapa durant la qual va ser cedit al juvenil de la UE Sant Andreu (temporada 2017-2018) i al juvenil del València CF a la meitat de la mateixa temporada. La temporada 2018-2019 va retornar a la UE Sant Andreu per jugar al seu primer equip a la Tercera Divisió. Hi va disputar 39 partits, durant el transcurs dels quals va marcar sis gols i va donar vuit assistències. La temporada 2019-20 va pujar definitivament al RCD Espanyol B, equip del qual va ser capità i on va marcar 5 gols en els 28 partits disputats a la Segona Divisió RFEF.
El 22 de juny de 2021, es va oficialitzar el seu fitxatge pel FC Barcelona B, de la Primera Divisió RFEF, i, el 28 d'agost, en la primera jornada, va disputar contra l'Algeciras CF el seu primer partit amb el filial culer, que acabaria amb un empat i que va jugar sencer.
L'11 de desembre d'aquell mateix any, va ser convocat per primera vegada amb el primer equip barceloní. Va debutar l'endemà, jugant els minuts de descompte del partit contra el CA Osasuna, que va acabar amb empat a 2. El 14 de desembre va marcar el seu primer gol en un empat a 1 del Barça (2-4) amb el Boca Juniors a la competició amistosa Maradona Cup. El 18 de desembre, va jugar el primer partit de titular a primera divisió, en una victòria per 3-2 davant de l'Elx CF, on, a més, va marcar el seu primer gol en partit oficial amb el club blaugrana. El 5 de gener, va fer el seu primer gol a la Copa del Rei, en l'eliminatòria de setzens de final contra el Linares Club de Fútbol.

### Club Brugge
El 26 de maig de 2022 va anunciar per Twitter que marxava del Barça, i el 8 de juny es va formalitzar el seu traspàs al Club Brugge per cinc milions d'euros.
Jutglà va ser titular per primer cop amb el seu nou club el 17 de juliol de 2022, en una victòria per 1-0 a la Supercopa belga contra el K.A.A. Gent.
El 13 de setembre, va convertir un penal en una victòria per 4-0 a fora de casa a la fase de grups de la Lliga de Campions de la UEFA 2022–23 contra el FC Porto, el seu primer gol a la competició. Va ser el novè màxim golejador ex aequo de la temporada 2022-23 de la Lliga Pro Belga amb 13 gols, incloent-hi el primer hat-trick de la seva carrera el 23 d'abril de 2023 en una victòria per 7-0 a casa contra el K.A.S. Eupen.
Jutglà va marcar els dos gols el 18 d'abril de 2024 al partit de tornada dels quarts de final de la Lliga Europa Conferència de la UEFA 2023–24 contra el PAOK Salònica FC a Grècia, convertint el Club Brugge en el primer club belga a arribar a les semifinals d'una competició europea des del 1993.

## Internacional

### Catalunya
Internacional amb la selecció catalana, el maig de 2022 Gerard López el va convocar per disputar el partit Catalunya – Jamaica a Montilivi, una victòria per 6-0 en què Jutglà va entrar a la segona part i va fer el cinquè gol de la selecció.
El 29 de maig de 2024 va disputar amb la selecció catalana el partit contra el Panamà, que va acabar en un empat a 2, a l'Estadi de la Nova Creu Alta. Jutglà va marcar el primer gol del partit, per avançar Catalunya 1 a 0.
El 28 de maig de 2025 va disputar amb la selecció catalana el partit contra Costa Rica, en una victòria per 2 a 0 a l'Estadi Johan Cruyff.

## Palmarès

### Club Brugge
- 1 Lliga belga: 2023-24
- 1 Supercopa de Bèlgica: 2022[28]
- 1 Copa belga: 2024-25

### Individual
- Gol de la temporada de la lliga belga: 2023-24[29]